# Lesley Vainikolo
Lesley Paea ’I’muli Vainikolo (Nukuʻalofa, 4 maggio 1979) è un rugbista a 13 e a 15 neozelandese di origine tongana, internazionale di rugby a 13 per la Nuova Zelanda e di rugby a 15 per l'Inghilterra. Dopo un inizio di carriera nel XIII in Australia, Nuova Zelanda e Regno Unito, dal 2013 milita nel campionato di terza divisione francese di rugby a 15 Fédérale 1 nelle file del Rugby athlétic club angérien di Saint-Jean-d'Angély. In entrambe le discipline, il suo ruolo d’elezione è quello di ala.

## Biografia
Originario di Tonga, Vainikolo crebbe in Nuova Zelanda, ad Auckland, dove si avvicinò al rugby a 15.
Passò al 13 in quanto, chiamato a 11 anni a fare numero per un incontro amichevole di tale disciplina, ne rimase entusiasta e decise di praticarlo in via continuativa: «Un amico mi chiese di far parte della sua squadra di rugby XIII alla quale mancava un giocatore: venivo dal XV, quindi avevo quel minimo d'abilità tecnica per giocare, e accettai.
Dopo l'incontro rimasi affascinato da quel gioco e da allora non l'ho più abbandonato».

### Attività nel rugby a 13
Nel 1998 iniziò la carriera professionistica di Vainikolo nel rugby a 13: chiamato in Australia nei Canberra Raiders da uno dei suoi idoli dell'infanzia, Mal Meninga, non esitò a firmare un contratto per il club della capitale federale.
Al termine della sua prima stagione fu votato miglior esordiente dell'anno, e si guadagnò da un cronista televisivo sportivo l'appellativo di Volcano (vulcano), in ragione della supposta difficoltà di pronunciare correttamente il suo cognome, abbreviato appunto in Volcano.
Già dal 1998 Vainikolo fu selezionato per la Nuova Zelanda a XIII, con la quale prese parte alla Coppa del Mondo 2000 di specialità, in cui giunse alla finale.
La sua esperienza internazionale fu costellata di infortuni, che gli fecero saltare numerosi importanti appuntamenti come ad esempio i Tri Nations di categoria del 2005 e 2006 e resero necessario un intervento chirurgico alle ginocchia.
Nel 2002 avvenne il trasferimento in Inghilterra, nei Bradford Bulls; l'esordio avvenne nel gennaio 2003 e, nonostante gli infortuni, Vainikolo segnò 13 mete in 24 presenze.
L'anno successivo, con una migliore condizione fisica, ne segnò 28 in 32 apparizioni e al termine della stagione fu votato come miglior giocatore del mondo di league per il 2003.
Nella stagione successiva migliorò ancora il suo primato personale, segnando 37 mete (record per la Super League) in 26 incontri.
Nel 2004-05, a dispetto del secondo titolo di Lega vinto e 34 mete segnate in 23 incontri disputati, la stagione fu funestata da nuovi infortuni.
Nel marzo 2005 Vainikolo ricevette quella che egli stesso definì «una grossa offerta» dal Gloucester per passare al XV, ma decise di rimanere a Bradford e prolungò il contratto fino al 2008.
Il tecnico Brian Noble espresse soddisfazione per tale rinnovo, dichiarando che «Lesley è un giocatore di caratura mondiale, conteso sia dai club di rugby a 13 che da quelli a 15; essere riusciti a mantenerlo nella nostra disciplina significa molto per questo sport e per il Bradford».

### Attività nel rugby a 15
Nonostante il prolungamento di contratto a tutto il 2009, nel maggio 2007 i Bradford Bulls diedero l'annuncio della risoluzione anticipata del contratto con Vainikolo e l'ingaggio di quest'ultimo da parte del Gloucester.
Vainikolo, nel ringraziare tutto lo staff del Bradford, assicurò il suo massimo impegno fino alla fine della stagione, cosa che garantì effettivamente: l'ultimo incontro di rugby XIII da lui disputato, il 29 giugno 2007, fu a casa dei rivali storici del Leeds, e Vainikolo guidò il Bradford alla vittoria per 34-18 segnando la meta d'apertura.
In agosto fu votato dai tifosi del Bradford nel XIII del secolo.
Vainikolo fu all'epoca il quarto giocatore di XIII del Bradford ad avere abbandonato la disciplina per passare al XV nel Gloucester: prima di lui Tevita Vaikona, Henry Paul e Karl Pryce.
Nell'incontro d'esordio in Guinness Premiership, il 16 settembre 2007, Vainikolo segnò 5 mete.
Singolarmente, dopo avere chiuso la carriera di rugbista a 13 contro il Leeds Rhinos, aprì la sua nuova carriera contro il Leeds Carnegie.
Come tesserato di rugby a 15, Vainikolo divenne idoneo alla chiamata da parte di Tonga per nascita, Nuova Zelanda per diritto d'ascendenza e Inghilterra per residenza.
Comunque, dopo 5 anni spesi nel Regno Unito, acquisì la cittadinanza britannica e declinò l'invito di Tonga ad aggregarsi alla selezione che doveva prendere parte alla Coppa del Mondo di rugby 2007, per poter riservarsi la possibilità di giocare per la Nazionale inglese.
Dopo la Coppa del Mondo, in cui l'Inghilterra raggiunse la finale, il C.T. Brian Ashton diramò le convocazioni per il Sei Nazioni 2008, e Vainikolo figurò tra i convocati.
Nel citato torneo Vainikolo disputò tutti i cinque incontri previsti dal calendario, il primo, contro il Galles da subentrato, gli altri quattro da titolare.
Il suo esordio dal primo minuto avvenne allo Stadio Flaminio di Roma in occasione del match contro l'Italia; con l'avvento di Martin Johnson sulla panchina dell'Inghilterra e il preventivato ringiovanimento della squadra, Vainikolo non fu più chiamato in Nazionale; rimangono quindi 5, tutte nel 2008, le sue presenze internazionali nel XV.
Nel gennaio 2012, dopo quattro stagioni e mezzo al Gloucester, il club inglese concesse a Vainikolo la liberatoria per potersi immediatamente legare alla squadra francese dello Stade Rochelais in  seconda divisione per un accordo di due anni e mezzo fino al giugno 2014.
Alla fine della stagione 2012-13, con un anno di anticipo sulla scadenza del contratto, si è trasferito in terza divisione, al Rugby athlétic club angérien di Saint-Jean-d'Angély, centro non lontano dalla Rochelle.

## Palmarès

### Rugby a 13
- Super League: 2
Bradford: 2003; 2005